# Jukagirzy
Jukagirzy (nazwa własna Odul) – autochtoniczny etnos paleoazjatycki zamieszkujący północno-wschodnią Syberię w Rosji. Populacja Jukagirów liczy 1509 osób (spis powszechny z 2002).
Jukagirzy zamieszkują tereny w dolnym biegu rzek Leny i Kołymy oraz w Jakucji. Zajmują się łowiectwem, rybołówstwem i hodowlą reniferów. Posługują się językiem jukagirskim, należącym do grupy języków paleoazjatyckich lub spokrewnionym z uralskimi (zdania badaczy w tym zakresie są podzielone). Coraz częściej dla Jukagirów językiem ojczystym jest rosyjski. 
Jukagirzy zamieszkiwali niegdyś większe niż obecnie terytorium, zostali jednak wyparci z niego przez sąsiednie narody, głównie tunguskie oraz Jakutów. W XVII wieku Jukagirzy zostali podbici przez Rosję.
Do XVIII wieku tradycyjną religią był szamanizm, następnie Jukagirzy zostali przymusowo schrystianizowani przez Rosjan i obecnie przedstawiciele tego narodu formalnie należą do kościoła prawosławnego.